# Pecluma paradiseae
Pecluma paradiseae là một loài thực vật có mạch trong họ Polypodiaceae. Loài này được (Langsd. & Fisch.) M.G. Price miêu tả khoa học đầu tiên năm 1983.